# Buchkapelle (Eppishausen)

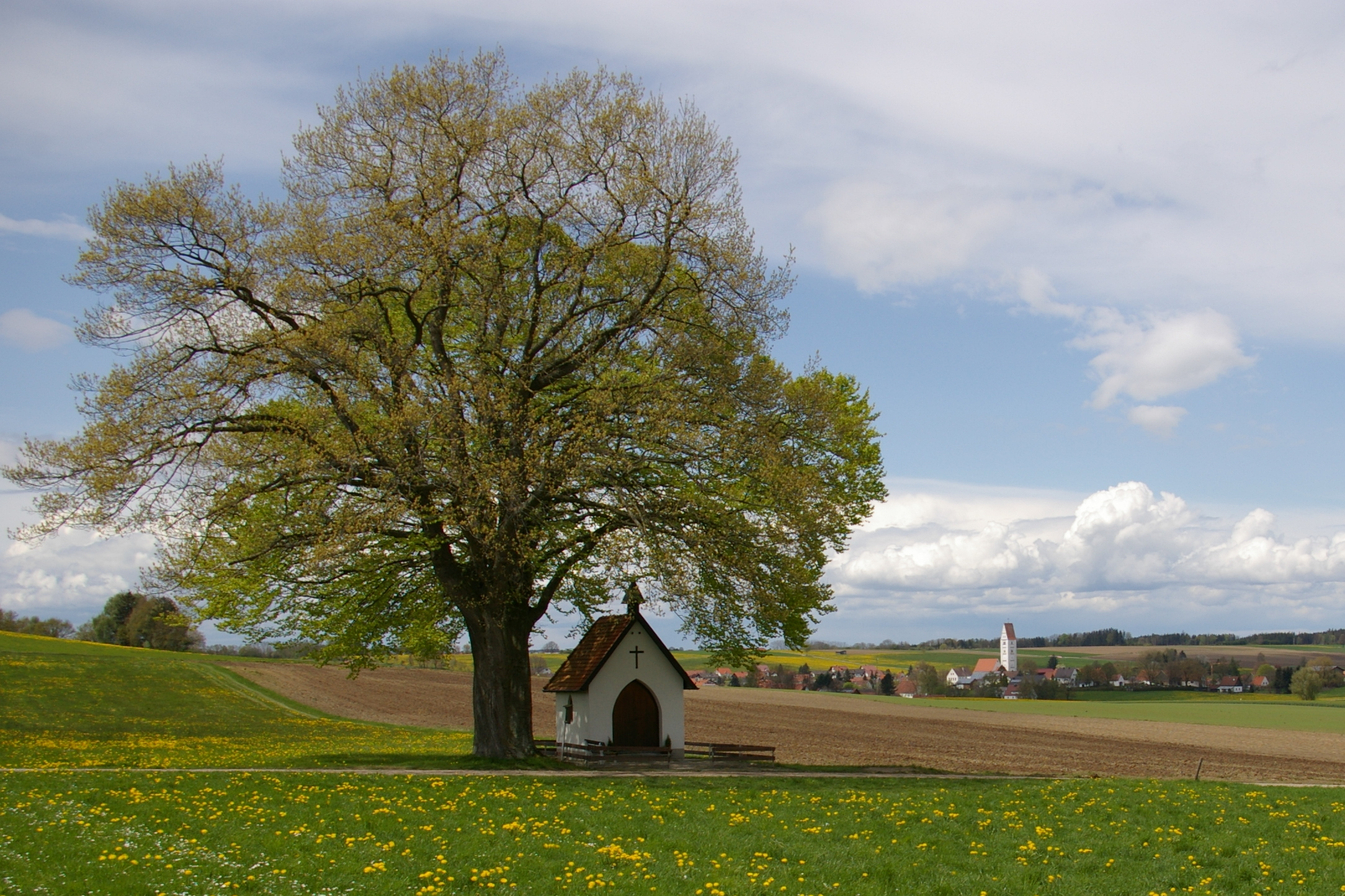
Buchkapelle in Eppishausen

Die Buchkapelle ist eine römisch-katholische Kapelle im oberschwäbischen Eppishausen. Sie wurde im späten 19. Jahrhundert erbaut und steht etwa einen Kilometer südöstlich von Eppishausen am Weg nach Immelstetten.

## Beschreibung
Der nach Süden gerichtete kleine Bau hat einen dreiseitigen Schluss, ein Kastengesims und außen eine gefasste, stichbogige, innen rechteckige Tür. An den Längswänden befindet sich je ein kleines Rundbogenfenster, innen in den Nordecken am Apsisansatz ist zwischen Wandvorsprüngen der gemauerte Altarstipes eingefügt. Die gefelderte Holzdecke ist im neugotischen Stil gehalten.
Der Altaraufsatz aus der ersten Hälfte des 18. Jahrhunderts besteht aus gefasstem Holz und hat einen verkröpften, gebauchten Sockel und eine rundbogige Muschelnische mit der Figur des Herrgotts in der Ruh, die jedoch gestohlen wurde. Beiderseits dieser Nische stehen stark geschwellte toskanische Säulen mit Gebälkstücken. Der Altarauszug ist mit einem Herz Jesu unter einem Baldachin mit Lambrequins geschmückt.
Das Gestühl mit geschweiften Brettwangen stammt wohl aus der zweiten Hälfte des 18. Jahrhunderts. Zehn auf Holz gemalte Votivtafeln, die sich früher in der Kirche befanden, sind im Pfarrhaus in Haselbach untergebracht.